# Adenoncos nasonioides
Adenoncos nasonioides är en orkidéart som beskrevs av Rudolf Schlechter. Adenoncos nasonioides ingår i släktet Adenoncos och familjen orkidéer.
Artens utbredningsområde är Sulawesi. Inga underarter finns listade i Catalogue of Life.